# ZH-29
Lo ZH-29 era un fucile semiautomatico sviluppato in Cecoslovacchia durante la fine degli anni venti e utilizzato dall'Esercito nazionale cinese. Il fucile fu uno dei primi fucili d'ordinanza semiautomatici di successo.

## Storia
Lo ZH-29 era un fucile semiautomatico con sistema a sottrazione di gas a otturatore oscillante, simile a quello in seguito adottato nello Sturmgewehr 44; tuttavia nell'arma tedesca l'otturatore oscilla verticalmente, mentre nell'arma cecoslovacca oscilla verso sinistra. Esternamente la caratteristica più riconoscibile era la canna leggermente disassata rispetto al castello per compensare il movimento laterale dell'otturatore. Altra caratteristica insolita era il copricanna in alluminio.
Una variante migliorata venne designata "ZH-32".
In Cina la Cricca del Fengtian ricevette 150 ZH-29 e 100 ZH-32 e le truppe provinciali del Guangdong ricevettero 33 ZH-29. Nel 1932 venne realizzato un derivato autoctono nello Shenyang. È improbabile che le armi siano state usate durante la seconda guerra sino-giapponese.
Una versione camerata per la munizione .276 Pedersen fu proposta all'United States Army senza successo.

## Utilizzatori
- Cina: 210 importati nel 1930-31[4].
- Impero d'Etiopia: 100 ZH-32[5].
- Giappone: prototipo sperimentale[6].
- Lituania
- Thailandia[7]